# 多纳托·加马·达·席尔瓦
多纳托·加马·达·席尔瓦（Donato Gama da Silva），通常也简称为多纳托（Donato），是一名退役的足球运动员，也是一名前西班牙国脚和拉科鲁尼亚名宿。

## 个人经历
多纳托1962年12月30日出生于巴西里约热内卢，与许多巴西少年一样，他首先选择加入家乡的俱乐部效力。亚美利加-RJ成为了这名里约男孩的出道之地，在家乡的多纳托2年时光里完成36次出场，贡献1个进球。
1984年，22岁的多纳托加盟了巴西国内劲旅，直至4年后转会离开。这座总部仍然位于里约热内卢的球会成为了多纳托离开家乡转会欧洲的跳板，1988年，多纳托正式转会西班牙足球甲级联赛，加盟马德里竞技。
在马德里，多纳托留下了一份不错的记录，作为一名中后场球员，五年时间里他总计出场联赛163次，还奉献了11个进球。1993年，在马德里度过5年时光的多纳托转会来到拉科鲁尼亚。在这里，多纳托与他的几位巴西同乡们相遇——当时拉科鲁尼亚队内名将云集，贝贝托和毛罗·席尔瓦均是球队主力（两人一年后也一同跟随巴西国家足球队成为1994年美国世界杯的冠军成员），队内还有诸如弗兰这样的西班牙本土青年才俊。尽管加盟球队时已经年满31岁并且被认为已经达到职业生涯的晚期，但多纳托不仅迅速成为了球队主力，还让自己的职业生涯来到了新的高度。
在随后的数年时间里，拉科鲁尼亚队开创了属于自己的超级拉科（Super Depor）时代，而多纳托成为了这个时代的见证者。他跟随球队出战超过300场联赛，打进38球，其中一球最为重要——他帮助球队赢得了1999–2000赛季西班牙足球甲级联赛的冠军奖杯。甚至在2002年，多纳托还打破了一项尘封43年的记录，以40岁零131天的高龄成为了西甲联赛中最年长的进球者。同时，多纳托还保持着另一项记录：他在西班牙顶级联赛中，总计15个赛季出场466次，成为西班牙顶级联赛里出场次数最多的非西班牙出生球员。
2003赛季结束后，多纳托作为拉科鲁尼亚一个时代的传奇和功勋的身份退役，随后开始其教练员的生涯。职业生涯的出场纪录停留在了551场，进50球。
在国家队方面，多纳托曾得到巴西国家足球队的征召，但最终他代表西班牙出战。他曾身披10号球衣，代表西班牙出战了1996年欧洲足球锦标赛。 他共12次代表西班牙出场比赛，打进3球。

## 荣誉
马德里竞技
- 西班牙国王杯: 1990–91（英语：1990–91 Copa del Rey）, 1991–92（英语：1991–92 Copa del Rey）

拉科鲁尼亚
- 西班牙足球甲级联赛: 1999–2000
- 西班牙国王杯: 1994–95（英语：1994–95 Copa del Rey）,[8] 2001–02（英语：2001–02 Copa del Rey）
- 西班牙超级杯: 1995（英语：1995 Supercopa de España）, 2000（英语：2000 Supercopa de España）, 2002（英语：2002 Supercopa de España）